# Europees kampioenschap schaatsen vrouwen 1972
De derde editie van het Europees kampioenschap schaatsen voor vrouwen, georganiseerd door de Internationale Schaatsunie (ISU), werd op 15 en 16 januari 1972 verreden op de buitenijsbaan te Inzell, West-Duitsland. Het kampioenschap werd verreden over de mini vierkamp (500-1500-1000-3000 meter).

## Deelname
Vijfentwintig deelneemsters uit tien landen namen aan dit kampioenschap deel. Acht landen, Nederland (5), Sovjet-Unie (5), Noorwegen (3), Finland (2), de DDR (2), Polen (2), West-Duitsland (1) en Zweden (2) werden ook vertegenwoordigd in 1971. Frankrijk (1) nam na 1970 voor de tweede keer deel en België was met de deelname van Linda Rombouts voor het eerst vertegenwoordigt. Drie landen, Hongarije, Roemenië en Tsjechoslowakije, in 1972 voor het eerst deelnemend, ontbraken dit jaar. Naast Rombouts namen vier schaatssters voor de eerste keer deel.
De Nederlandse Atje Keulen-Deelstra werd de tweede vrouw die de Europese titel veroverde. De Europees kampioene van de eerste twee edities, Nina Statkevitsj uit de Sovjet-Unie, eindigde dit jaar op de tweede plaats en haar landgenote Ljoedmila Savrulina legde beslag op de derde plaats.
Naast Atje Keulen-Deelstra namen de andere vier Nederlandse deelneemsters ook deel aan de afsluitende vierde afstand deel. Elly van den Brom werd vijfde, Trijnie Rep zesde, Stien Baas-Kaiser werd elfde en de debutante Wil Schenk-Burgmeijer dertiende.
De Nederlandse delegatie veroverde één gouden medaille (op de 1500m) en één zilveren medaille (op de 3000m), beide behaald door Europees kampioene Atje Keulen-Deelstra.

## Afstandmedailles
| Afstand | Goud                 | Zilver               | Brons                       |
| ------- | -------------------- | -------------------- | --------------------------- |
| 500m    | Ljoedmila Titova     | Vera Krasnova        | Ruth Budzich-Schleiermacher |
| 1000m   | Ljoedmila Titova     | Nina Statkevitsj     | Ljoedmila Savrulina         |
| 1500m   | Atje Keulen-Deelstra | Ljoedmila Savrulina  | Ljoedmila Titova            |
| 3000m   | Nina Statkevitsj     | Atje Keulen-Deelstra | Ljoedmila Savrulina         |

## Klassement
Achter de namen staat tussen haakjes bij meervoudige deelname het aantal deelnames.
| #      | Naam                            | Punten  | 500m       | 1500m        | 1000m        | 3000m        |
| ------ | ------------------------------- | ------- | ---------- | ------------ | ------------ | ------------ |
| Goud   | Atje Keulen-Deelstra (3)        | 182,805 | 44,24 (4)  | 2.16,67 (1)  | 1.29,12 (4)  | 4.50,69 (2)  |
| Zilver | Nina Statkevitsj (3)            | 183,135 | 44,62 (10) | 2.17,90 (5)  | 1.28,82 (2)  | 4.48,83 (1)  |
| Brons  | Ljoedmila Savrulina             | 183,443 | 44,49 (6)  | 2.17,25 (2)  | 1.28,95 (3)  | 4.52,37 (3)  |
| 4      | Ljoedmila Titova (3)            | 183,803 | 43,27 (1)  | 2.17,44 (3)  | 1.28,81 (1)  | 5.01,89 (13) |
| 5      | Elly van den Brom (2)           | 185,465 | 44,59 (8)  | 2.18,39 (6)  | 1.30,14 (7)  | 4.58,05 (9)  |
| 6      | Trijnie Rep (2)                 | 186,210 | 45,06 (12) | 2.19,50 (8)  | 1.31,16 (16) | 4.54,27 (6)  |
| 7      | Kapitolina Seregina (2)         | 186,518 | 46,16 (19) | 2.17,83 (4)  | 1.30,83 (13) | 4.54,00 (4)  |
| 8      | Lisbeth Berg (3)                | 186,711 | 44,53 (7)  | 2.19,96 (9)  | 1.30,91 (15) | 5.00,44 (11) |
| 9      | Tuula Vilkas (3)                | 186,733 | 45,41 (15) | 2.21,00 (13) | 1.30,62 (12) | 4.54,08 (5)  |
| 10     | Rosemarie Taupadel (2)          | 187,137 | 44,84 (11) | 2.20,69 (11) | 1.30,18 (8)  | 5.01,86 (12) |
| 11     | Stien Baas-Kaiser (3)           | 187,381 | 46,27 (21) | 2.19,21 (7)  | 1.30,53 (11) | 4.56,66 (7)  |
| 12     | Ylva Hedlund (3)                | 187,424 | 45,26 (13) | 2.20,87 (12) | 1.30,45 (10) | 4.59,89 (10) |
| 13     | Wil Schenk-Burgmeijer           | 187,740 | 45,62 (17) | 2.19,96 (9)  | 1.31,93 (17) | 4.57,01 (8)  |
| 14     | Sigrid Sundby (3)               | 188,457 | 44,61 (9)  | 2.21,62 (15) | 1.30,84 (14) | 5.07,32 (14) |
| 15     | Monika Pflug (2)                | 188,545 | 44,46 (5)  | 2.21,32 (14) | 1.30,01 (6)  | 5.11,84 (15) |
| 16     | Ruth Budzich-Schleiermacher (2) | 191,458 | 43,92 (3)  | 2.22,15 (16) | 1.29,62 (5)  | 5.32,07 (16) |
| NC17   | Vera Krasnova                   | 137,593 | 43,88 (2)  | 2.25,60 (20) | 1.30,36 (9)  |              |
| NC18   | Sylvia Filipsson (2)            | 139,587 | 45,71 (18) | 2.23,42 (17) | 1.32,14 (18) |              |
| NC19   | Kirsti Biermann (3)             | 140,702 | 45,54 (16) | 2.25,10 (19) | 1.33,59 (19) |              |
| NC20   | Paula Dufter (2)                | 140,772 | 45,31 (14) | 2.24,38 (18) | 1.34,67 (21) |              |
| NC21   | Anneli Repola                   | 142,053 | 46,37 (22) | 2.26,47 (22) | 1.33,72 (20) |              |
| NC22   | Romana Troicka (3)              | 142,755 | 46,52 (23) | 2.26,46 (21) | 1.34,83 (22) |              |
| NC23   | Wanda Król (2)                  | 144,950 | 46,18 (20) | 2.33,72 (23) | 1.35,06 (23) |              |
| NC24   | Linda Rombouts                  | 151,203 | 49,61 (25) | 2.34,39 (24) | 1.40,26 (24) |              |
| NC25   | Sylvie Chevauchet (2)           | 151,568 | 49,17 (17) | 2.34,87 (25) | 1.41,55 (25) |              |

vet = kampioenschapsrecord